# Dan Cărămidariu
Dan-Adrian Cărămidariu (n. 2 decembrie 1983, Timișoara) este un jurnalist român, care a îndeplinit în perioada septembrie 2006 - 21 iulie 2008 funcția de redactor-șef al Allgemeine Deutsche Zeitung für Rumänien (ADZ), cotidianul de limbă germană din România.

## Biografie
Absolvent al Liceului Teoretic "Nikolaus Lenau" din Timișoara, a studiat științele economice la Timișoara și Hamburg, fiind absolvent al Facultății de Științe Economice din cadrul Universității de Vest din Timișoara.
Dan Cărămidariu a activat în perioada 2001-2006 ca jurnalist la ADZ și suplimentul pentru Banat al acestei publicații. La 30 septembrie 2006 a fost ales de către Consiliul Director al Forumului Democrat al Germanilor din România (FDGR) în funcția de redactor-șef al ADZ, succedându-i în această funcție lui Emmerich Reichrath (1941-2006), jurnalist, publicist și critic de teatru originar din Jimbolia, județul Timiș.
Este membru în Consiliul de Conducere al Forumului Democrat al Germanilor din Timișoara (din 2003) și al Societății Culturale Româno-Germane din Timișoara (din 2004).

## Publicații
A publicat articole de presă în limba germană în Allgemeine Deutsche Zeitung für Rumänien, Banater Zeitung, ziarul Timișoara, Neue Zeitung (Budapesta), Hamburger Ausblicke (Hamburg), precum și în almanahurile Forumului Democrat al Germanilor din România (Deutsches Jahrbuch für Rumänien), edițiile 2004-2007, și în alte publicații. În anul 2003 a publicat un volum de interviuri-portret cu o serie de personalități de etnie germană din Banat ("Nah-Gespräche. Banater Kulturlandschaft heute", Editura Artpress, Timișoara 2003, ISBN 973-7911-24-5, 160 pagini).